# セーベジ
座標: 北緯56度17分 東経28度29分 / 北緯56.283度 東経28.483度

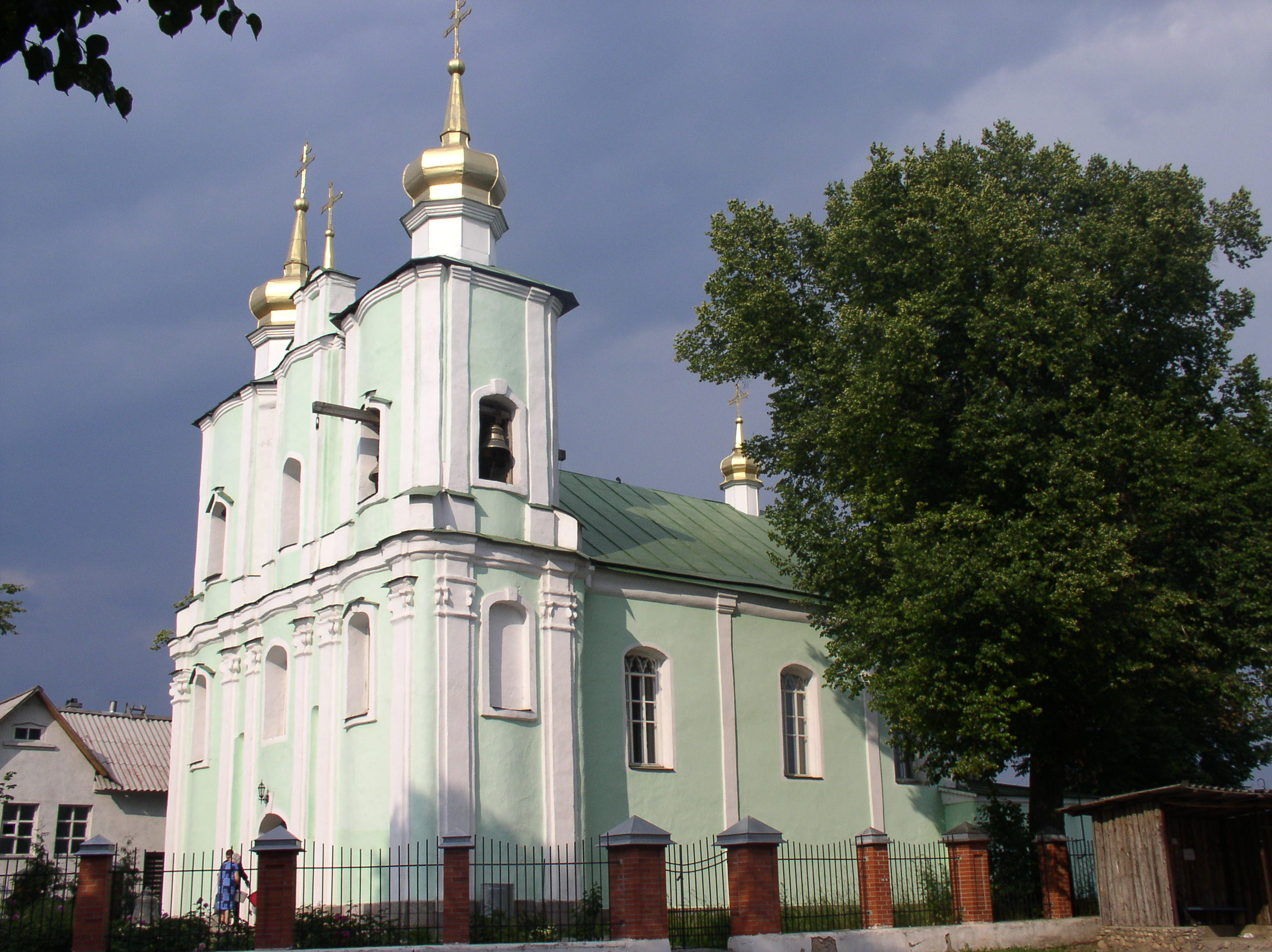
セーベジの至聖三者大聖堂

セーベジ（セーベシ、セーベシュ；ロシア語: Се́беж）は、ロシアのプスコフ州南西部にある町。人口は6,246人（2021年）。州都プスコフから南へ189kmで、ダウガヴァ川流域のセーベジスコエ湖とオロノ湖の間に町が広がる。

## 歴史

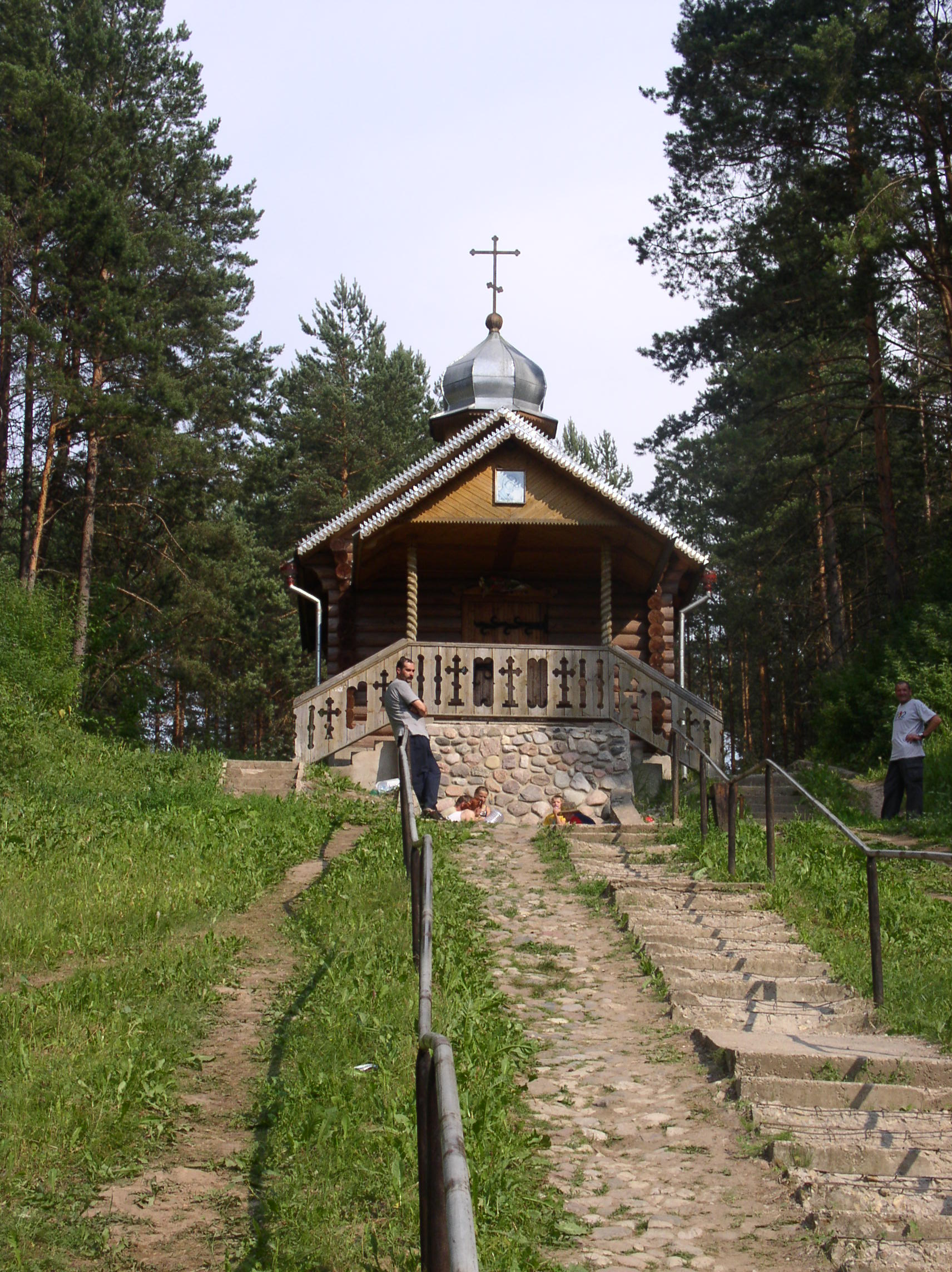
聖なる泉と聖堂

セーベジはリトアニア大公国との国境にあり、交易や戦争において重要な地であった。文献で初出するのは1414年のことであり、プスコフ公国の年代記には、この年リトアニア大公国の大公ヴィータウタスの軍がセーベジを略奪したとある。イヴァン・シュイスキー公は1535年にこの地に木造の要塞を築くよう命じ、これを前駆授洗イオアン（洗礼者ヨハネ）に捧げてイヴァンゴロド・ナ・セーベジェと名付けている。
その後、1536年にポーランド・リトアニア軍の攻囲にあったのをはじめ、この要塞は何度となくロシアへ侵入するポーランド・リトアニア共和国の軍勢を迎え撃った。ポーランド・リトアニア共和国はリヴォニア戦争中の1579年にセーベジを征服し、その後18世紀初頭まで何度もロシアとリトアニアが争奪した。1700年から1721年の大北方戦争の間はロシア領であり、ピョートル大帝により要塞は増強されロシア軍の重要拠点となった。1772年の第一次ポーランド分割でロシア領としての地位が確定し、直後に市の地位も得た。
第二次世界大戦では1941年7月9日から1944年7月17日までドイツ国防軍の占領下にあり、赤軍の第2バルト戦線により奪回された。

## 見どころ
町の古い部分には1535年に築かれた城塞（クレムリ）の城壁の遺構が残る。クレムリにある聖堂は、1625年にポーランドの支配下でカトリック教会として建設されたが、近年修復され、1990年にロシア正教会の「至聖三者大聖堂」として献堂された。鐘楼は19世紀のものである。町には歴史博物館と自然史博物館もある。

## 経済と交通
セーベジには建材工場や製材工場、食品工場などが立地する。
この町を通るモスクワ・リガ間の鉄道区間は1901年に開通しており、セーベジ駅はラトビアとの国境の駅にあたる。またモスクワからヴェリーキエ・ルーキ、ノヴォソコリニキ、プストシカを経てセーベジに至るロシア連邦道路M9が通る。高速道路もセーベジの先は国境を越えてレーゼクネを経てリガへと向かっている。